# 公孫軌
公孫 軌（こうそん き、391年 - 441年）は、北魏の軍人。字は元慶。本貫は燕郡広陽県。

## 経歴
公孫表の次男として生まれた。若くして文学の才能で名を知られ、明元帝のときに中書郎となった。征戦に従軍して、諸軍司馬に任じられた。
太武帝のとき、大鴻臚を兼任して、氐王楊玄を南秦王に封じる使者として立った。氐王の領内に入り、楊玄が迎えに来なかったことをとがめた。帰還すると、尚書に任じられ、燕郡公の爵位を受け、平南将軍の位を加えられた。
南朝宋の将の到彦之が部将の姚聳夫を済河に派遣して、冶坂を攻撃した。太武帝は宋軍のさらなる北進を阻止するため、公孫軌を壷関に駐屯させた。上党郡の丁零が反乱を起こしたため、公孫軌が反乱の鎮圧にあたった。後に虎牢鎮将として出向した。
441年、死去した。享年は51。

## 人物
- 太武帝が赫連昌を平定したとき、北魏の諸将たちは赫連氏の蔵に入って財宝をほしいままに略奪したが、ひとり公孫軌だけが取らなかった。太武帝はその廉潔をたたえて公孫軌に金を賜った。
- 太武帝の北征のとき、公孫軌は雍州に派遣されて食糧を運ぶためのロバの徴発にあたった。公孫軌は絹1匹ずつを余計にロバの主から徴収した。人々は「ロバは強弱関係なしに、背中に支えをあてがわれてピンピンしている」と言って笑い話にした。
- 公孫軌は賄賂を取って上党の反乱軍を放任していた。
- 公孫軌が単身で州に赴任すると、帰りには車百両に荷物を満載して戻ってきた。
- 公孫軌を罵った人物がいると、その母をとらえて陰部に矛を突き刺して殺し、「何でこの逆子を生んだか」と言って遺体をばらばらにして樹上にさらした。
- 公孫軌の死後、かれが実は貪欲で残酷な人物であったことを太武帝は知った。太武帝は「公孫軌は早死にして幸いだった。今もし生きていれば、私は必ず一族ごと処刑していただろう」と言った。

## 妻子

### 妻
- 封氏

### 子
- 公孫斌（燕郡公、内都大官）
- 公孫叡（字は文叔、陽平公、南部尚書）

## 伝記資料
- 『魏書』巻33 列伝第21
- 『北史』巻27 列伝第15